# Ernst Glerum
Ernst Glerum (Deventer, 1955) is een Nederlandse bassist en componist.

## Biografie
Ernst Glerum studeerde klassiek contrabas aan het Sweelinck Conservatorium van Amsterdam. Naast zijn studie legde hij zich toe op de uitvoeringspraktijk van zowel geïmproviseerde als gecomponeerde muziek. Hij maakte enige jaren deel uit van het Asko Ensemble.
In wisselende combinaties trad hij op met onder meer Jan Cees Tans, Nedly Elstak, Sean Bergin, Curtis Clark, Theo Loevendie, Nico Bunink, Hans Dulfer, Steve Lacy, George Lewis, Lee Konitz, Uri Caine, Teddy Edwards, Bennie Maupin, Jimmy Knepper, Jamaladeen Tacuma, John Zorn, Bud Shank, Art Hodes, Don Byron en Boi Akih, vaak samen met slagwerker Han Bennink.
Hij componeerde diverse stukken voor het JC Tans Orchestra, het NOS Jazz Festival (1987), Bimhuis Summer Sessions (1993), Ebony Strijkkwartet (2000) en de Fanfare van de Eerste Liefdesnacht. In 2004 startte hij zijn eigen label Favorite.
Ernst Glerum maakt deel uit van het Instant Composers Pool Orchestra (met Misha Mengelberg/Han Bennink), Guus Janssen Trio, Amsterdam String Trio, Available Jelly en het Bennink/Borstlap/Glerum Trio (met Michiel Borstlap).
Behalve contrabas speelt hij ook piano in Glerum Omnibus, met contrabassist Clemens van der Feen en drummer Owen Hart Jr.
Hij geeft les aan het Conservatorium van Amsterdam.
In 2009 ontvangt Ernst Glerum de VPRO/Boy Edgar Prijs.